# Dofí del Plata
El dofí del Plata (Pontoporia blainvillei) és un dofí que habita les aigües costaneres atlàntiques del sud-est de Sud-amèrica. Taxonòmicament, és un membre del grup dels dofins de riu, i l'únic que viu al mar o en estuaris d'aigua salada, en lloc de viure únicament en sistemes d'aigua dolça.